# USS Chiron
El USS Chiron (AGP-18) fue un barco torpedero a motor de la clase Portunus que estuvo brevemente en servicio con la Armada de los Estados Unidos durante y justo después de la Segunda Guerra Mundial. Luego sirvió como buque mercante argentino con el nombre de MV Altamar hasta que se hundió en 1960.

## Hundimiento
Para 1948 se desempeñaba como buque mercante bajo bandera argentina con el nombre de MV Altamar. Se hundió el 30 de marzo de 1960 durante un viaje de Cabedelo a Belém, Brasil, con un cargamento de cereales. Sus restos fueron encontrados en el Océano Atlántico frente a la costa noreste de Brasil en el arrecife Manoel Luis en la posición 00°46′S 044°20′O / -0.767, -44.333.